# باراک کوشنر
باراک کوشنر (انگلیسی: Barak Kushner؛ زادهٔ ۷ آوریل ۱۹۶۸) مترجم مورخ و شرق‌شناس آمریکایی است. او استاد تاریخ شرق آسیا در دانشگاه کمبریج و عضو کالج کورپوس کریستی، کمبریج است. او کتاب‌ها و مقالات متعددی نوشته و ویرایش کرده است و در مورد طیف وسیعی از موضوعات تاریخ شرق آسیا از جمله تبلیغات امپراتوری ژاپن، امپراتوری ژاپن در شرق آسیا، جنایات جنگی ژاپن و عدالت در شرق آسیا صحبت کرده است. او همچنین دربارهٔ موضوعات دیگری از گودزیلا و طنز ژاپنی تا رامن و تأثیر چینی‌ها بر مفاهیم اولیه قرن بیستم از غذاهای مدرن در ژاپن نوشته است.